# Âne de Provence
L’âne de Provence, aussi appelé âne des Croisés ou âne des Saintes, est une race d’âne originaire du sud-est de la France, et plus particulièrement de Provence. C'est un âne de petite taille, robuste et rustique, qui est caractérisé par sa robe grise pourvue d'une bande cruciale dite « croix de saint André ». Compagnon historique des transhumances, il est de nos jours utilisé en attelage, pour des randonnées et le débroussaillage. La race a été reconnue par le Ministère de l’Agriculture en 1995. L'Association de l'âne de Provence est l'association de la race gérant le stud-book et assurant sa promotion.

## Histoire
Depuis le XVe siècle, l'âne de Provence est associée à la transhumance des moutons entre la Basse-Provence et la Haute-Provence, les Alpes et le Dauphiné, portant le matériel des bergers le long des « drailles » menant aux alpages ,. La race a été sélectionnée sur une charpente et des membres solides pour parcourir les pistes plus ou moins escarpées des montagnes, assurant ainsi le ravitaillement des estives,.

## Description

### Morphologie

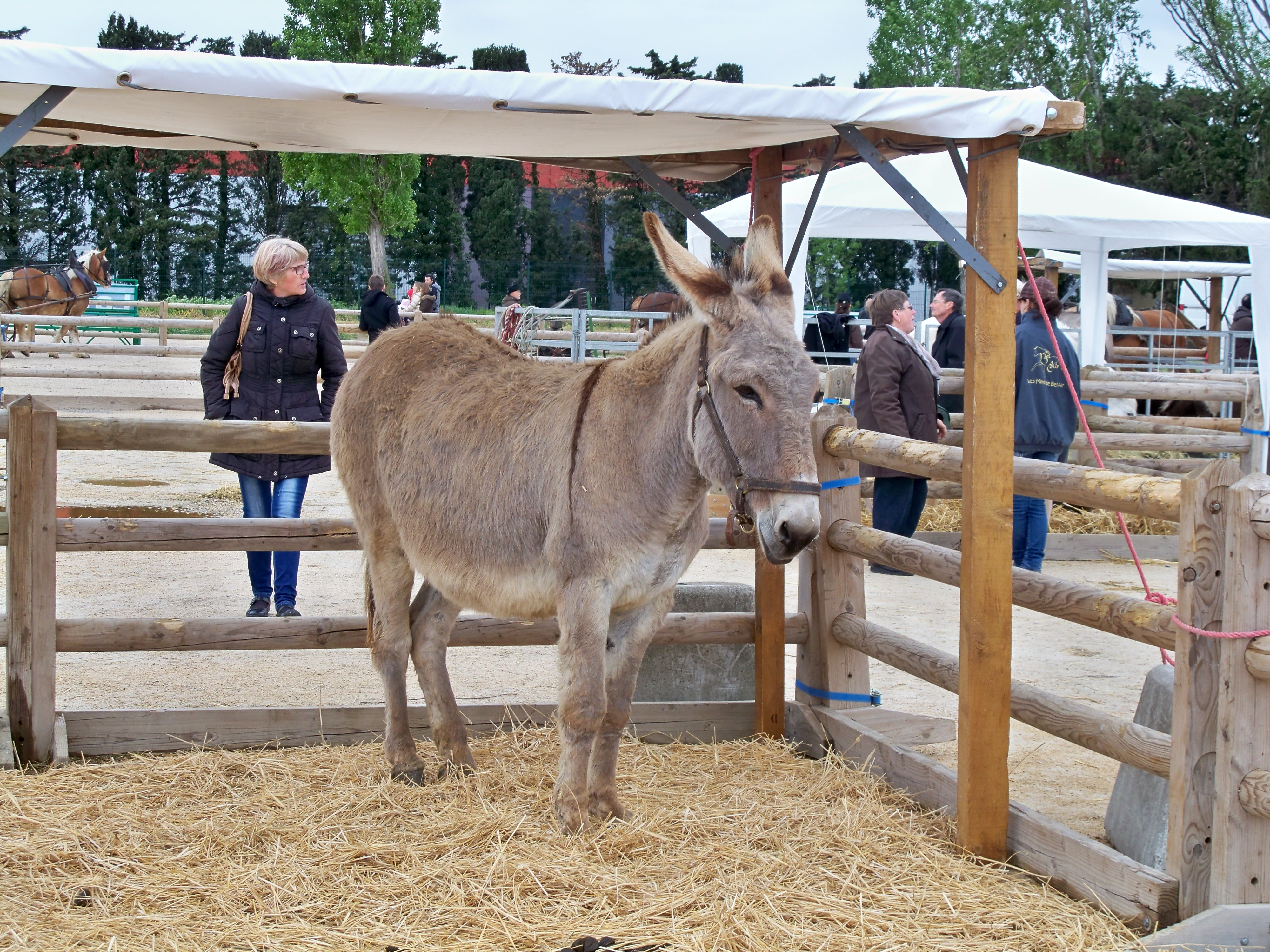
Âne de Provence à la Foire d'Avignon en 2013.

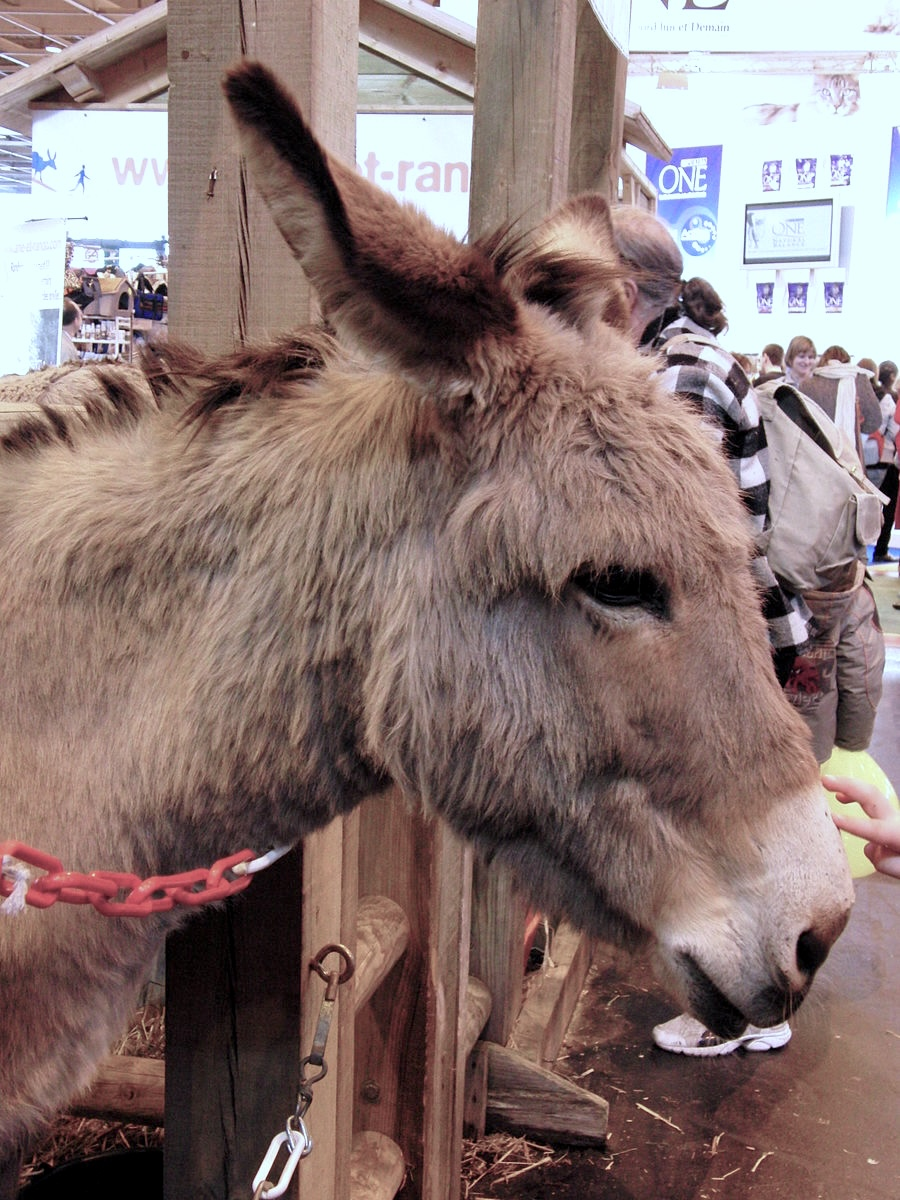
Tête d'un âne de Provence au Salon international de l'agriculture à Paris en 2010.

C’est un âne rustique, solide, à forte ossature, toisant de 1,20 m à 1,35 m au garrot pour les mâles, 1,17 m à 1,30 m pour les femelles. La tête est plutôt forte avec un chanfrein large et rectiligne.
Les oreilles sont bien plantées sur le dessus du crâne. L'encolure est épaisse et de longueur moyenne. Le dos est fort et droit. Le rein est court et musclé. La croupe est épaisse et ronde. Les sabots sont plutôt larges et bien adaptés à la marche et à la charge.

### Robe
La robe est « gris tourterelle », le gris pouvant varier du très clair au plus foncé, mais toujours de façon uniforme. Toutes les autres robes sont exclues. Le dos porte une bande cruciale, dite croix de saint André. Les yeux sont cerclés de noir et le tour est souvent éclairci. Le front, les oreilles et le bord des yeux sont généralement teintés de roux. Le bout du nez est éclairci. Des zébrures peuvent être présentes sur membres.

### Tempérament
C'est un âne calme et patient, réputé facile à dresser,.

## Utilisations
Animal rustique et patient, il est aujourd’hui utilisé principalement comme animal de compagnie ou dans le tourisme, pour le transport des bagages des randonneurs, et de plus en plus en maraîchage.
Très à l'aise sur terrains secs, c'est un excellent débroussailleur.

## Diffusion de l'élevage

Logo de l'Association de l’Âne de Provence.

L’effectif d'ânes de Provence a fortement varié en France depuis le XIXe siècle. À cette époque, il s'élève à 13 000 têtes, puis passe à 2 000 en 1956, pour seulement 330 en 1993.
À partir de 1994, des actions de sauvegarde de la race ont été menées par l'Association de l'âne de Provence et le Haras national d'Uzès. La race a ainsi été reconnue officiellement en 1995,.
La population asine est aujourd'hui toujours réduite mais en phase de reconstruction. En 2007, on dénombre environ 600 individus et près d'un millier en 2017 . 
La répartition des zones d'élevage d'ânes de Provence se fait sur la même zone que celle des ovins transhumant, c'est-à-dire la Provence, les Alpes du Sud, le Dauphiné, la Savoie, et le sud des Cévennes.
On dénombre 30 éleveurs d'ânes de Provence en activité en France en 2013. Cette même année, on recense 32 naissances d'ânes de Provence, 26 baudets en activité et 89 ânesses saillies.
| Année                          | 2006 | 2007 | 2008 | 2009 | 2010 | 2011 | 2012 | 2013 |
| ------------------------------ | ---- | ---- | ---- | ---- | ---- | ---- | ---- | ---- |
| Nombre de naissances en France | 95   | 82   | 74   | 93   | 78   | 76   | 73   | 32   |

En 2023, il est considéré par l'Institut national de recherche pour l'agriculture, l'alimentation et l'environnement (INRAE) comme une race asine française menacée d'extinction.